# Бернард, Карл
Карл Бернард (нем. Karl Bernard; 8 апреля 1890, Берлин, Германская империя  — 15 января 1972, Франкфурт-на-Майне, ФРГ) — немецкий банкир и государственный деятель, председатель Центрального Совета Банка немецких земель (1948—1957).

## Биография
Родился в семье владельца аптеки, представителя гугенотов перебравшихся в Берлин из Франции в 1764 году. После окончания средней школы изучал юриспруденцию, политологию и экономику в Париже, Фрайбурге-им-Брайсгау, Мюнхене, Берлине и Галле-на-Заале.
С 1920 года работал судьёй в Императорском экономическом суде и принимал участие в подготовке Закона «О военном ущербе». С 1929 года работал в министерстве экономики, а затем в министерстве экономики Пруссии, с 1931 года — министерским советником. В этой должности он, в частности, работал над законопроектами «О банковском кризисе» (1931) и «О банкнотах». В качестве генерального советника министерства сыграл важную роль в подготовке реформы рынка акций. В 1935 году по политическим мотивам он был уволен.
1 января 1936 года он вошёл в совет директоров «Франкфуртер Ипотекенбанк», где работал до 1948 года.
После окончания Второй мировой войны он вошёл в состав специального бюро по денежным и кредитным вопросам в Экономическом совете Бизонии. Он был председателем немецкой экспертной комиссии, которая под руководством американского экономиста Эдварда А. Тененбаума подготовила денежную реформу 1948 года.
С 1948 по 1957 год был председателем Центрального Совета Банка немецких земель вместе с Вильгельмом Фоке, занимавшим пост председателя Совета директоров банка. На этом посту сыграл важную роль в превращении немецкой марки в стабильную валюту. После преобразования 1 августа 1957 года банка в Бундесбанк продолжал исполнять обязанности президента Бундесбанка до конца года. В январе 1958 года покинул банк и перешёл на должность комиссара фонда Карла Цейсса и члена комитета по аудиту Европейского инвестиционного банка.

## Награды и звания
Большой крест 1-й степени ордена «За заслуги перед Федеративной Республикой Германия» (1957).
Почетный доктор права Франкфуртского университета (1954).